# Liao Tianding
Liao Tianding (xinès tradicional: 廖添丁, pinyin: Liào Tiāndīng; 1883–1909) fou una figura llegendària, coneguda com el Robin Hood de Taiwan, que va actuar contra els governants en l'època de l'ocupació japonesa del Taiwan.
Nascut el 1883 a Qingshui, Taizhong, Tianding va cridar l'atenció de les autoritats japoneses repetidament pels seus robatoris, així com per l'assassinat de Chen Liang-chiu. Liao va morir el 1909, atrapat en una cova de l'actual districte de Bali, a la ciutat de Nova Taipei, amb un còmplice, Yang Lin, que havia col·ludit amb la policia.
Liao Tianding ha sigut objecte de cobertura de la cultura popular, com una obre del teatre de dansa Cloud Gate de Taiwan. També va ser la inspiració per a la Suite orquestral Liao Tianding de Ma Shui-Lung, que va ser enregristada per l'Orquestra Simfònica de Praga. A Bali es va construir el Temple de Hanmin per a commemorar la seua persona, i la gent el sol anomenar com el temple de Liao Tianding. Liao també és venerat al temple de Miaosheng, a la ciutat natal de Qingshui. Una estàtua de Liao va servir com a menshen (guardià del llindar) al santuari Wutianchan del districte de Xindian la ciutat de Nova Taipei, contraposat a Lee Shih-ke, un lladre i assassí de la història moderna del Taiwan, que actualment és venerat per alguns com un heroi popular.
El 2004 va aparéixer un joc flash anomenat Shényǐng Wúzōng Liào Tiāndīng. El 2021 es va fer un remake anomenat The Legend of Liao Tianding.